# Salomona rouxi
Salomona rouxi är en insektsart som beskrevs av Heinrich Hugo Karny 1914. Salomona rouxi ingår i släktet Salomona och familjen vårtbitare. Inga underarter finns listade i Catalogue of Life.